# Baja (biljni rod)
Baja, monotipski rod papratnjača iz potporodice Cheilanthoideae, dio porodice bujadovki (Pteridaceae). Jedina vrsta je Baja brandegeei koja je 2019. izdvojena iz roda Hemionitis u zaseban rod.
Meksički je endem iz država Baja California Norte i Baja California Sur, te s otoka Isla Magdalena i Isla Cedros.

## Sinonimi
- Cheilanthes brandegeei D.C.Eaton
- Hemionitis brandegeei (D.C.Eaton) Christenh.